# Systema Naturae

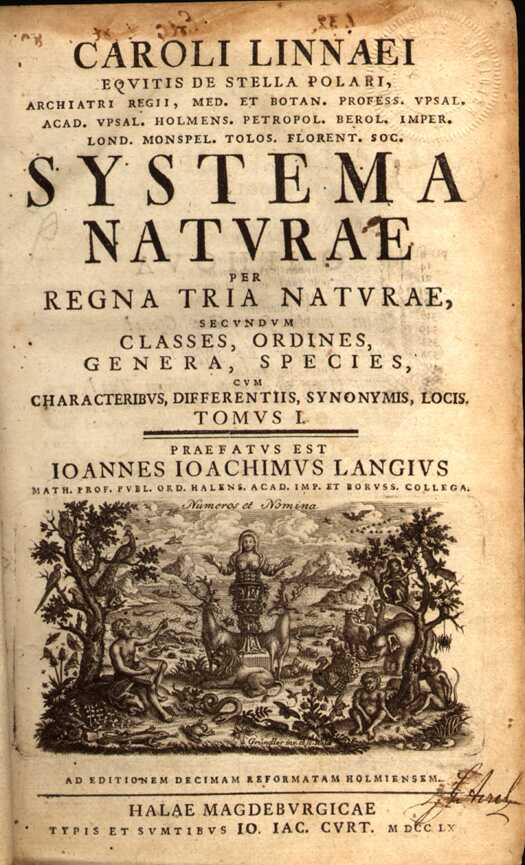
Strona tytułowa dziesiątej edycji Systema Naturae Linneusza (1758)

Systema Naturae (1735–1770) – jedna z głównych prac szwedzkiego lekarza medycyny i przyrodnika Karola Linneusza. Jej pełny tytuł to:
Systema naturae per regna tria naturae, secundum classes, ordines, genera, species, cum characteribus, differentiis, synonymis, locis.
Książka stała się szybko bardzo popularna, dlatego Linneusz kontynuował wydawanie kolejnych edycji i poszerzanie dzieła od 11 stron pierwszej edycji (1735 r.) do ponad 6000 stron w ostatniej, trzynastej edycji uzupełnionej przez Johanna Friedricha Gmelina, wydanej w latach 1788–1793 w trzech tomach (z czego pierwszy liczył 7 części, a drugi – 2). W X edycji Linneusz wyróżnił trzy królestwa: zwierzęta, rośliny i minerały. Te ostatnie podzielił na trzy klasy: skały, minerały i skamieniałości.
W miarę rozwoju pracy, Linneusz dokonywał zmian: w pierwszej edycji wieloryby były klasyfikowane jako ryby; w 10. edycji, opublikowanej w 1758, wieloryby zostały przeniesione do ssaków. W tej samej edycji wprowadził dwie części nazwy (nazewnictwo binominalne) dla gatunków zwierząt, niektóre wprowadził dla gatunków roślin w publikacji z 1753 r. – Species Plantarum.
Dziesiątą edycję (1758) tej książki uważa się za początek nomenklatury zoologicznej. Wprowadzona przez Linneusza klasyfikacja stała się podstawą naukowej klasyfikacji biologicznej organizmów.